# Валітов Руслан Аметович
Руслан Аметович Валітов (24 лютого 1997) — український легкоатлет, що спеціалізується у метанні диска.

## Виступи на основних міжнародних змаганнях
| Рік  | Чемпіонат                          | Місце проведення    | Місце    | Результат |
| ---- | ---------------------------------- | ------------------- | -------- | --------- |
| 2014 | Юнацькі Олімпійські ігри           | Нанкін, Китай       | 3        | 57.48 м   |
| 2016 | Чемпіонат світу серед юніорів      | Бидгощ, Польща      | 28 (кв.) | 54.36 м   |
| 2019 | Кубок Європи з метань серед молоді | Шаморін, Словаччина | 3        | 55.93 м   |
| 2019 | Чемпіонат Європи серед молоді      | Євле, Швеція        | 20 (кв.) | 49.78 м   |